# Initial D: Arcade Stage
Initial D: Arcade Stage (también conocido como Initial D: Arcade Stage Ver. 1, o simplemente Initial D en Europa y Estados Unidos) es un videojuego de carreras arcade de 2001 basado en la serie Initial D desarrollado por Sega Rosso y publicado por Sega. Es el primer juego de la serie Initial D Arcade Stage.

## Jugabilidad
Los jugadores compiten con sus oponentes a través de una selección de cuatro pasos de montaña que aparecen en la serie de manga. Los diversos autos están modelados a partir de autos que pertenecen a marcas japonesas como Nissan y Honda.
El juego se controla con un volante y una palanca de cambios. Hay tres modos de juego disponibles: Legend of the Streets, Time Attack y Online Battle.